# Prostitution au Laos

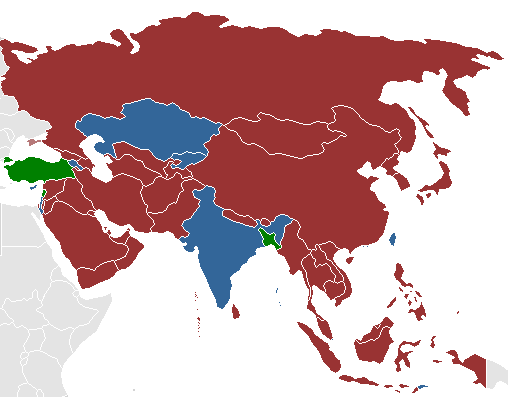
Prostitution légale et encadrée par des lois
Prostitution (échange d'argent pour des relations sexuelles) tolérée mais pas réglementée, mais les activités organisées (maisons closes ou proxénétisme) sont illégales
Prostitution illégale
Non renseigné

La prostitution au Laos est considérée comme une activité criminelle et peut faire l'objet de poursuites sévères. La prostitution y est beaucoup moins fréquente que dans la Thaïlande voisine. Les activités de prostitution se déroulent principalement dans les bars et clubs de la ville, bien que la prostitution de rue ait lieu aussi. La visibilité de la prostitution au Laos contraste avec l'illégalité de la pratique. En 2016, l'ONUSIDA estime qu'il y a 13 400 prostituées dans le pays.
La plupart des prostituées au Laos sont issues de familles rurales pauvres laotiennes et des minorités ethniques du pays. En plus de cela, il existe de nombreuses prostituées au Laos en provenance de Chine et du Vietnam, tandis que certaines femmes laotiennes se rendent en Thaïlande pour travailler comme travailleuses du sexe. Le Laos a été identifié comme un pays d'origine pour les femmes et les filles victimes de la traite à des fins d'exploitation sexuelle commerciale en Thaïlande.
De nombreuses travailleuses du sexe au Laos sont exposées à un risque élevé d'infections sexuellement transmissibles (IST) et de maladies. Elles ont souvent un accès limité au traitement et aux services en raison de la sensibilité culturelle concernant la sexualité et les relations sexuelles avant le mariage.

## Histoire
La création du protectorat français du Laos en 1893 a entraîné l'arrivée de fonctionnaires français qui ont pris des « épouses locales » en poste dans le pays. La prostitution a augmenté pendant la première guerre d'Indochine et la guerre du Viêt Nam en raison de la présence de troupes étrangères au Laos. A cette époque, des prostituées venaient de Thaïlande pour travailler dans les boîtes de nuit et les bars de la capitale Vientiane. Au cours des années 1960 et 1970, l'implication du pays dans la guerre du Vietnam a conduit Vientiane à devenir célèbre pour ses maisons closes et ses bars. Dès les années 1950, la prostitution a été découragée par le gouvernement laotien et décrite comme un mal social. Lorsque la République démocratique populaire laotienne a été créée en 1975, la prostitution a été criminalisée. Les maisons closes ont été interdites par la loi et ont disparu du pays. Les prostituées ont d'abord été internées dans des camps de réhabilitation appelés don nang (« île aux femmes »), bien que cette pratique ait été abandonnée par la suite. Dans les années 1990, le tourisme et les boîtes de nuit sont revenus au pays et avec eux la prostitution a repris.

## Causes
La pauvreté au Laos est une cause de l'augmentation de la prostitution dans le pays, l'industrie du sexe de la Thaïlande voisine attirant des travailleuses du sexe du Laos. Des recherches publiées en 2012 ont indiqué que les travailleuses du sexe considéraient la profession comme « une source de revenus facile et bonne par rapport à d'autres emplois ». Ils ont également déclaré qu'il avait l'avantage de « convenir à une personne peu instruite, car travailler dans un bar ne nécessite pas de formation ou de compétences formelles et s'apprend rapidement ».

## Lieux concernés
Les maisons closes sont interdites par la loi du Laos. Les travailleuses du sexe au Laos sont souvent employées comme hôtesses dans des lieux de divertissement, tels que les bars à bière, les « drinkshops », les bars karaoké, les discothèques, les maisons d'hôtes et les restaurants. Ils servent de la bière et des collations et assurent la conversation ainsi que la vente de sexe. Les proxénètes sont parfois utilisés pour trouver des clients. Les services sexuels sont fournis dans des maisons d'hôtes, des hôtels ou dans la chambre du client, qui sont généralement rattachés à des lieux de divertissement. Sinon, ils ont tendance à avoir lieu dans des régions éloignées. La zone économique spéciale du Triangle d'or du pays dans la province de Bokeo a été qualifiée de « Mecque du jeu, de la prostitution et du commerce illicite ».

## Les Khmu
En 2011, l'évolution des conditions socio-économiques dans les zones rurales du Laos avait fait en sorte que les femmes laotiennes de la minorité ethnique Khmu devenaient prédominantes au bas de l'échelle de l'industrie du sexe laotienne. Les Khmu sont un groupe ethnique minoritaire qui réside principalement dans les zones isolées et montagneuses de la région du Haut Mékong au Laos. Ils constituent le deuxième groupe ethnique en importance après les Laotiens des plaines et représentent plus de 10 pour cent des 6,2 millions d'habitants. Il y a un nombre important de femmes Khmu dans le nord du Laos qui sont impliquées dans l'industrie du sexe. Beaucoup de ces femmes quittent volontairement leurs villages en raison des très mauvaises conditions de vie qui y règnent. Les femmes khmu se déplacent principalement vers les zones frontalières autour du haut Mékong où il y a plus d'infrastructures, notamment des bars, des restaurants et des casinos. En outre, « les travailleuses du sexe chinoises dans les casinos et les lieux de prostitution locaux accueillent de plus en plus de travailleurs et de joueurs itinérants. Pendant ce temps, en guise de clin d'œil à l'aide au développement promise, les gérants de casinos chinois font la promotion du « tourisme ethnique » en soutenant des concours de beauté dans les villages voisins ».

## Santé sexuelle
Les recherches menées sur les travailleuses du sexe publiées en 2011 ont indiqué que si 99 pour cent d'entre elles ont déclaré utiliser des préservatifs, 26 pour cent avaient eu un avortement. Parmi celles qui avaient été enceintes au cours des six derniers mois, 89,4 % avaient subi un avortement. Les avortements au Laos sont non seulement illégaux, mais sont également généralement pratiqués dans des conditions dangereuses par des praticiens non formés. En 2016, seulement 42 pour cent de toutes les naissances ont été assistées par des professionnels de la santé qualifiés. En 2004, les taux d'infection de chlamydia et de gonorrhée étaient de 33 et 18 pour cent. Le gouvernement du Laos a mis en œuvre un plan stratégique et d'action national en 2005, visant à élargir l'accès universel au traitement, au soutien et aux soins. Les principaux groupes cibles comprenaient les travailleuses du sexe, les populations mobiles et les toxicomanes. Cependant, le plan n'a pas eu beaucoup d'impact en raison de la qualité des services STI relativement limitée au Laos.

### Problèmes culturels
L'accès à l'information et au traitement concernant le SIDA/VIH/IST reste limité au Laos en raison d'une culture conservatrice et d'une sensibilité particulière envers la sexualité. De nombreuses personnes ont déclaré craindre d'aller dans des établissements de santé pour se faire soigner en raison de la discrimination sociale concernant les relations sexuelles avant le mariage et des « attitudes négatives des cliniciens envers la « maladie sale » ». Il existe un manque général de connaissances au Laos concernant les IST. Les principales sources d'information sont la radio et la télévision. Cependant, l'accès à l'information sur la santé est difficile dans les zones rurales. Une étude a suggéré que les fournisseurs d'informations et de fournitures contraceptives sont influencés par les normes laotiennes, qui désapprouvent les relations sexuelles avant le mariage et stigmatisent les femmes qui recherchent des services de contraception.

### VIH/SIDA
En 2004, entre 0,8 pour cent et 4,2 pour cent des travailleuses du sexe au Laos étaient, selon les estimations, infectées par le VIH/SIDA. En 2015, la prévalence du VIH pour la population totale du Laos était de 0,2 pour cent avec 1096 nouvelles infections et 128 décès liés au sida. En 2016, environ 4 900 femmes âgées de 15 ans et plus vivaient avec le VIH.

## Trafic sexuel
Le Laos est un pays d'origine et, dans une moindre mesure, de transit et de destination pour les femmes et les enfants victimes de trafic sexuel. Les victimes du trafic au Laos, surtout dans la région sud du pays, sont souvent des migrants à la recherche d'opportunités à l'étranger, qui sont confrontés à l'exploitation sexuelles dans les pays de destinations, souvent en Thaïlande, mais aussi au Vietnam, en Malaisie, en Chine, à Taïwan, ou encore au Japon. Certains migrent avec l'aide de passeurs facturant des frais, tandis que d'autres se déplacent indépendamment à travers les 23 postes frontaliers officiels du Laos en utilisant des documents de voyage valides. Les trafiquants profitent de cette migration et du mouvement constant de la population à travers les 50 postes frontaliers officieux et peu surveillés du pays, pour faciliter le trafic d'individus dans les pays voisins. Les trafiquants dans les communautés rurales attirent souvent des connaissances et des parents avec de fausses promesses d'opportunités de travail légitimes dans les pays voisins, puis les font basculer dans le trafic sexuel.
Un grand nombre de victimes, en particulier des femmes et des filles, sont exploitées dans l'industrie du sexe en Thaïlande. Un certain nombre de femmes et de filles du Laos sont vendues comme épouses en Chine et soumises au trafic sexuel. Certains responsables locaux auraient contribué à la traite en acceptant des paiements pour faciliter l'immigration des filles en Chine.
Le Laos est un pays de transit pour certaines femmes et filles vietnamiennes et chinoises qui sont soumises au trafic sexuel dans les pays voisins, en particulier la Thaïlande. Les femmes et les filles chinoises sont également victimes de trafic sexuel au Laos.
Le Département d'État des États-Unis par le biais de son Bureau de surveillance et de lutte contre la traite des personnes classe le Laos en tant que pays de 'niveau 3' dans son Rapport sur le trafic des personnes.